# Tim Gane
Tim Gane (Ilford, Inglaterra, 12 de julio de 1964) es el líder de la banda de rock Stereolab.
Gane comenzó su carrera musical bajo el alias de Unkommuniti y fue miembro de McCarthy entre 1985 y 1990. Tras la separación del grupo, formó Stereolab junto a su novia francesa Laetitia Sadier, a quien conoció en un recital de McCarthy. También formó Turn On, un proyecto junto a Sean O'Hagan (de The High Llamas, que también fue miembro de Stereolab y Microdisney) y Andrew Ramsay (baterista de Stereolab), que editó un LP en el año 1997. Gane volvería a colaborar con O'Hagan en la banda sonora de la película francesa "La Vie d'Artiste" (del director Marc Fitoussi) en el año 2007.
Las influencias musicales de Gane son amplias y alejadas del mainstream: el krautrock de Neu! y Faust; el sunshine pop de Brian Wilson, Wendy & Bonnie y The Zombies; el compositor brasilero de bossa nova Antonio Carlos Jobim; los compositores de bandas sonoras Ennio Morricone y Roy Budd; y compositores de música clásica como Gustav Holst y Claude Debussy. Durante una entrevista del año 2003 con BBC News Online Gane afirmó que su principal influencia es la banda Throbbing Gristle.